# Zygospermella insignis
Zygospermella insignis är en svampart som först beskrevs av Mouton, och fick sitt nu gällande namn av Cain 1935. Zygospermella insignis ingår i släktet Zygospermella och familjen Lasiosphaeriaceae.  Arten är reproducerande i Sverige. Inga underarter finns listade i Catalogue of Life.